# Gehyra ocellata
Gehyra ocellata (пілбарська острівна дтелла) — вид геконоподібних ящірок родини геконових (Gekkonidae). Ендемік Австралії. Описаний у 2018 році.

## Поширення і екологія
Пілбарські острівні дтелли мешкають на островах Барроу, Варан і Монтебелло, розташованих біля узбережжя Пілбари в Західній Австралії. Вони живуть серед вапнякових скель і термітників.